# Carlo III Gonzaga
Carlo III Gonzaga ook bekend als Karel II van Mantua, Karel IV van Mayenne en Karel IV van Nevers (Mantua, 31 oktober 1629 – aldaar, 14 augustus 1665) was van 1632 tot 1654 hertog van Mayenne, van 1637 tot 1659 hertog van Nevers en Rethel en van 1637 tot aan zijn dood hertog van Mantua en Monferrato. Hij behoorde tot het huis Gonzaga.

## Levensloop
Carlo III was de enige zoon van Carlo II Gonzaga, hertog van Mayenne, en diens echtgenote Maria Gonzaga, dochter van Francesco IV Gonzaga, hertog van Mantua. Zijn vader overleed in 1631, waarna het hertogdom Mayenne naar diens broer Ferdinand ging. Na de dood van Ferdinand in 1632 werd Carlo zelf hertog van Mayenne. In 1637 werd hij na het overlijden van zijn grootvader Carlo I Gonzaga eveneens hertog van Mantua, Monferrato, Nevers en Rethel. Wegens zijn minderjarigheid werd hij tot in 1647 onder het regentschap van zijn moeder geplaatst.
Door zijn spilzuchtige levensstijl veroorzaakte Carlo een enorme schuldenberg, wat de economische situatie in Mantua verslechterde. Hij probeerde dit op te lossen door zijn Franse bezittingen te verkopen: in 1654 verkocht hij het hertogdom Mayenne en in 1659 de hertogdommen Nevers en Rethel aan kardinaal Jules Mazarin, de feitelijke regent van koning Lodewijk XIV van Frankrijk. Op 22 maart 1657 werd hij benoemd tot keizerlijk vicaris.
Op 7 november 1649 huwde Carlo III met aartshertogin Isabella Clara van Oostenrijk (1629-1685), dochter van aartshertog Leopold V van Oostenrijk. Uit het huwelijk werd een zoon geboren: Ferdinand Carlo (1652-1708), die zijn vader opvolgde als hertog van Mantua en Monferrato. Het huwelijk was gesloten om puur politieke redenen en van liefde was nooit sprake. Carlo had verschillende buitenechtelijke relaties, zowel met mannen als met vrouwen, waaronder edelvrouw Margherita della Rovera en castraat Atto Melani.
Carlo was een mecenas in de kunsten en herstelde de kunstcollectie van zijn familie, die door zijn voorouders grotendeels was verkocht. In 1657 stelde hij de Vlaamse schilder en architect Daniel van den Dyck aan tot zijn officiële hofschilder, architect, landmeter voor zijn bouwprogramma en ingenieur voor de bouw van zijn theaterontwerpen. Na het overlijden van Daniel van den Dyck, benoemde hij in april 1663 de Vlaamse schilder en architect Frans Geffels tot diens opvolger.
In augustus 1665 stierf hij op 35-jarige leeftijd; volgens historicus Harold Acton tijdens de geslachtsdaad.